# 长春有轨电车809型电车
长春有轨电车809型电车是长春有轨电车的电车车款之一，现作为摩电咖啡酒吧运行。

## 简介
809型电车由沈阳新阳光机电于2002年生产，单节编组，共1辆。车门为外摆式门和内摆式门，为高地板车辆。曾被命名为“公交军风号”，是长春有轨电车第九代电车。

## 编组
|          | CCYG809 ←西安大路站方向工农大路站方向→ |
| 車廂編號 | 809                                    |
| 受电弓   | ＞                                     |
| 形式區分 | (Mcp)                                  |
| 其他設備 | 旋转电机                               |
| 安裝機器 | 主电机/斩波器/变电柜/受电弓            |
| 車輛重量 | 23T                                    |
| 动力分布 | ●● ●●                                  |
| 轴式     | Bo-Bo                                  |
| 載客量   | 180人                                  |

## 列车配置
800系的外涂装为蓝色和白色，斩波调压器由沈阳新阳光生产。
1. ↑  . www.smest.com.   [2024-03-16]. （原始内容存档于2024-03-16）.